# Kafka (film)
Kafka is een literaire thriller uit 1991 van regisseur Steven Soderbergh. De film is gebaseerd op het leven en werk van schrijver Franz Kafka. Verhaallijnen van Het proces en Het slot staan hierbij centraal. De hoofdrol wordt vertolkt door Jeremy Irons. De film is grotendeels in zwart-wit opgenomen, wat helpt om een beklemmende sfeer op te roepen. Desondanks kreeg de film bij zijn verschijnen geen onverdeeld positieve ontvangst. Na Soderberghs debuut, Sex, Lies, and Videotape, waren de verwachtingen hooggespannen. Kafka zou echter de eerste van een reeks Soderberghfilms zijn die het niet goed deden in de bioscoop. Recent is deze film echter in de annalen bijgeschreven als een cultklassieker vergelijkbaar met Terry Gilliams Brazil en David Cronenbergs Naked Lunch.

## Verhaal
Kafka speelt zich af in het Praag van 1919, hier onderzoekt een verzekeringsagent genaamd Kafka de verdwijning van een van zijn collega's. Hij belandt dan zelf in een wereld van sociale onrust, bomaanslagen en verzet tegen een geheime organisatie die controle over alle grote sociale gebeurtenissen lijkt te hebben. Kafka wil deze organisatie infiltreren om daar verhaal te halen.

## Rolverdeling
| Acteur              | Personage |
| ------------------- | --------- |
| Jeremy Irons        | Kafka     |
| Theresa Russell     | Gabriela  |
| Joel Grey           | Burgel    |
| Ian Holm            | Murnau    |
| Jeroen Krabbé       | Bizzlebek |
| Armin Mueller-Stahl | Grubach   |
| Alec Guinness       |           |
| Brian Glover        |           |
| Keith Allen         | Ludwig    |
| Simon McBurney      |           |
| Robert Flemyng      |           |
| Ion Caramitru       |           |
| Josef Abrhám        |           |
| Guy Fithen          |           |
| Ondrej Havelka      |           |
| Jerome Flynn        |           |
| Ewan Stewart        |           |
| Jim McPhee          |           |
| Petr Jákl           |           |
| David Jensen        |           |

## Trivia
- In 1962 verfilmde Orson Welles ook Het proces van Franz Kafka.
- In 1993 kwam er een tweede verfilming van Het proces. In deze film was de hoofdrol voor Kyle MacLachlan.